# جامعة كوبه
جامعة كوبه (باليابانية: 神戸大学، وتنطق كوبه دايغاكو وبالإنجليزية: Kobe University) ـ تعرف محليًا أيضًا باسم شنداي هي جامعة يابانية في مدينة كوبه بمحافظة هيوغو، وتعد من جامعات الصدارة في اليابان.

## التاريخ
تأسست جامعة كوبه رسميًا سنة 1949، ولكن جذورها الأكاديمية ترجع إلى وقت تأسيس مدرسة كوبه التجارية العليا (باليابانية: 神戸高等商業学校)، التي تأسست سنة 1902، وكان أول رئيس لها هو نيتسويا ميزوشيما (1864 ـ 1928). وقد تغير اسم هذه المدرسة سنة 1929 إلى جامعة كوبه للتجارة (باليابانية: 神戸商業大学)، ثم تغير مرة أخرى إلى جامعة كوبه للاقتصاد (باليابانية: 神戸経済大学) سنة 1944.

## كليات ومعاهد الجامعة
تضم جامعة كوبه 14 مدرسة للدراسات العليا و11 كلية للدراسة الجامعية، يدرس بها حوالي 16 ألف طالب في كل من المرحلة الجامعية الأولى والدراسات العليا. كما تسمح الجامعة بالتحاق الطلبة غير اليابانيين، والذين بلغ عددهم 1108 طالبًا في عام 2011.

### مدارس الدراسات العليا

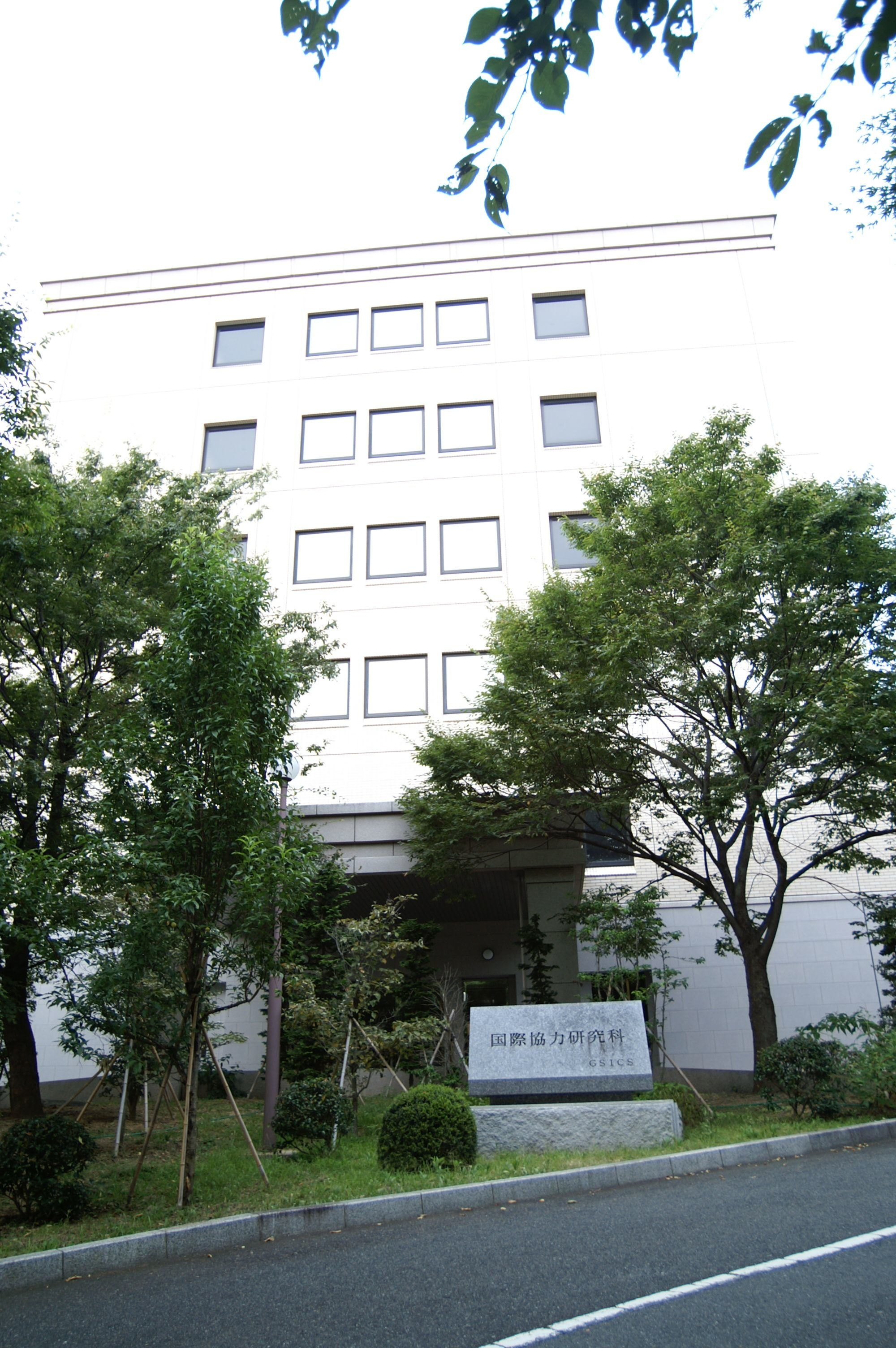
مدرسة الدراسات العليا لدراسات التعاون الدولي

- مدرسة الدراسات العليا للعلوم الإنسانية
- مدرسة الدراسات العليا لدراسات التبادل الثقافي
- مدرسة الدراسات العليا للتطور البشري والبيئة
- مدرسة الدراسات العليا للقانون
- مدرسة الدراسات العليا للاقتصاد
- مدرسة الدراسات العليا لإدارة الأعمال
- مدرسة الدراسات العليا للعلوم
- مدرسة الدراسات العليا للطب
- مدرسة الدراسات العليا للعلوم الصحية
- مدرسة الدراسات العليا للهندسة
- مدرسة الدراسات العليا لمعلوماتية الأنظمة
- مدرسة الدراسات العليا للعلوم الزراعية
- مدرسة الدراسات العليا لعلوم البحار
- مدرسة الدراسات العليا لدراسات التعاون الدولي

### الكليات
- كلية الآداب
- كلية دراسات التبادل الثقافي
- كلية التطور البشري
- كلية القانون
- كلية الاقتصاد
- كلية إدارة الأعمال
- كلية العلوم
- مدرسة الطب، وتضم:
  - كلية الطب
  - كلية العلوم الصحية
- كلية الهندسة
- كلية الزراعة
- كلية علوم البحار

### معاهد الأبحاث
- معهد أبحاث الاقتصاد وإدارة الأعمال

## العاملون بالجامعة
يشمل عدد العاملين بالجامعة 3300 شخصًا، بما في ذلك الأساتذة والأساتذة المشاركون والموظفون الإداريون.

## من مشاهير الخريجين
- سوسوكه أونو: رئيس وزراء اليابان الخامس والسبعون.
- شينيا ياماناكا: باحث في مجال الخلايا الجذعية، حصل على جائزة نوبل في الطب سنة 2012.

## وصلات خارجية
- الموقع الرسمي للجامعة

‌